# Российские звёзды мирового джаза
«Российские звезды мирового джаза» — фестиваль джазовой музыки, проходящий в Москве с 2003 года. Проводится ежегодно в конце осени в Московском международном Доме Музыки. Фестиваль призван подчеркнуть роль российских и имеющих отношение к России музыкантов в мировом джазовом пространстве.
Художественный руководитель, продюсер фестиваля — народный артист России, джазовый пианист и композитор Анатолий Кролл. Инициатор фестиваля — Союз московских композиторов. Значительную поддержку фестивалю оказывает Комиссии РФ по делам ЮНЕСКО, Российский музыкальный союз.
На фестивале представлены лучшие российские джазовые музыканты, получившие мировую известность. За всю историю существования фестиваля в нем приняли участие многие известные джазмены: Игорь Бриль и его сыновья, саксофонисты Дмитрий и Александр Бриль, Давид Голощекин, Лариса Долина, Михаил и Яков Окунь, Алексей Кузнецов и другие.